# Sadi Irmak
Mahmut Sadi Irmak (ur. 15 maja 1904 w Seydişehirze, zm. 11 listopada 1990 w Stambule) – turecki fizjolog i polityk, profesor, minister pracy (1945–1947), premier Turcji (1974–1975), przewodniczący prowizorycznego parlamentu (1981–1983).

## Życiorys
Po ukończeniu szkoły średniej pracował jako nauczyciel biologii. Kształcił się w międzyczasie na wydziale prawa Uniwersytetu Stambulskiego. W 1930 został absolwentem wydziału medycyny na Uniwersytecie Fryderyka Wilhelma w Berlinie. Praktykował w niemieckich szpitalach. Po powrocie do Turcji zajął się działalnością naukową i dydaktyczną. W 1933 został wykładowcą fizjologii na Uniwersytecie Stambulskim, w 1940 uzyskał profesurę.
Między 1943 a 1950 zasiadał w Wielkim Zgromadzeniu Narodowe Turcji. Działał wówczas w Republikańskiej Partii Ludowej. Od czerwca 1945 do września 1947 sprawował urząd ministra pracy w rządach Şükrü Saracoğlu i Recepa Pekera. Powrócił następnie do pracy naukowej i dydaktycznej jako wykładowca uniwersytetów w Monachium i Stambule, gdzie kierował katedrą fizjologii na wydziale medycyny.
W 1974 prezydent Fahri Korutürk powołał go w skład Senatu. 17 listopada 1974 objął urząd premiera w ramach rządu technicznego. Gabinet nie był w stanie uzyskać wotum zaufania w parlamencie, 31 marca 1975 na funkcji premiera zastąpił go Süleyman Demirel. W latach 1981–1983 kierował zgromadzeniem doradczym (Danışma Meclisi), działającym wówczas prowizorycznym parlamentem utworzonym przez wojskowych po zamachu stanu z 1980.
Był ojcem profesor Yakut Irmak Özden oraz polityka Sabriego Irmaka.